# Bivacco Felice Giordano
Il bivacco Felice Giordano è un bivacco situato nel comune di Gressoney-La-Trinité (AO), in Valle del Lys, nel massiccio del Monte Rosa (Alpi Pennine), a 4167 m s.l.m.. E' intitolato a Felice Giordano, una guida alpina di Alagna Valsesia, deceduta durante una attività di soccorso alpino.

## Storia

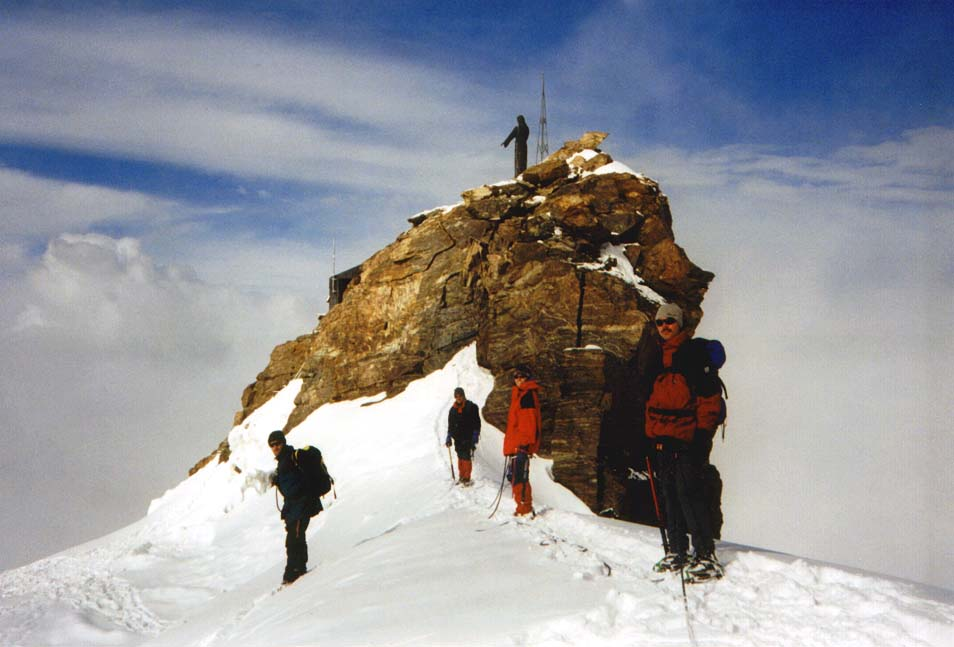
Il Balmenhorn presso il quale è costruito il bivacco.

La capanna fu costruita sulle rocce della punta Balmenhorn durante la prima guerra mondiale per scopi militari. Nel 1955, accanto ad essa, fu eretta la statua del Cristo delle Vette.

L'attuale bivacco, che ha sostituito quello vecchio, è stato collocato nel 1985 e dedicato a Felice Giordano, guida alpina di Alagna Valsesia, che perse la vita il 29 aprile 1968 cadendo in un crepaccio durante un'operazione di soccorso alpino, nei pressi della Piramide Vincent.

## Caratteristiche e informazioni
Il bivacco non è custodito ed è sempre aperto, dispone di 6 posti letto su tavolato ed è essenzialmente utilizzato come ricovero di emergenza.

## Accessi
Il bivacco è raggiungibile dalla stazione terminale della funivia di punta Indren, passando per il rifugio città di Mantova e la vicina capanna Giovanni Gnifetti, lungo l'itinerario che sale al colle del Lys, in circa 3 ore e mezza.

## Ascensioni
- Punta Dufour (m. 4633)
- Punta Zumstein (m. 4561)
- Punta Gnifetti e Capanna Regina Margherita (m. 4554)
- Punta Parrot (m. 4436)
- Ludwigshöhe (m. 4342)
- Corno Nero (m. 4322)
- Piramide Vincent (m. 4215)
- Lyskamm Orientale (m. 4527)

## Traversate
- Rifugio Quintino Sella al Felik per il Naso del Lyskamm
- Monte Rosa Hütte per il colle del Lys